# Alain Ducasse

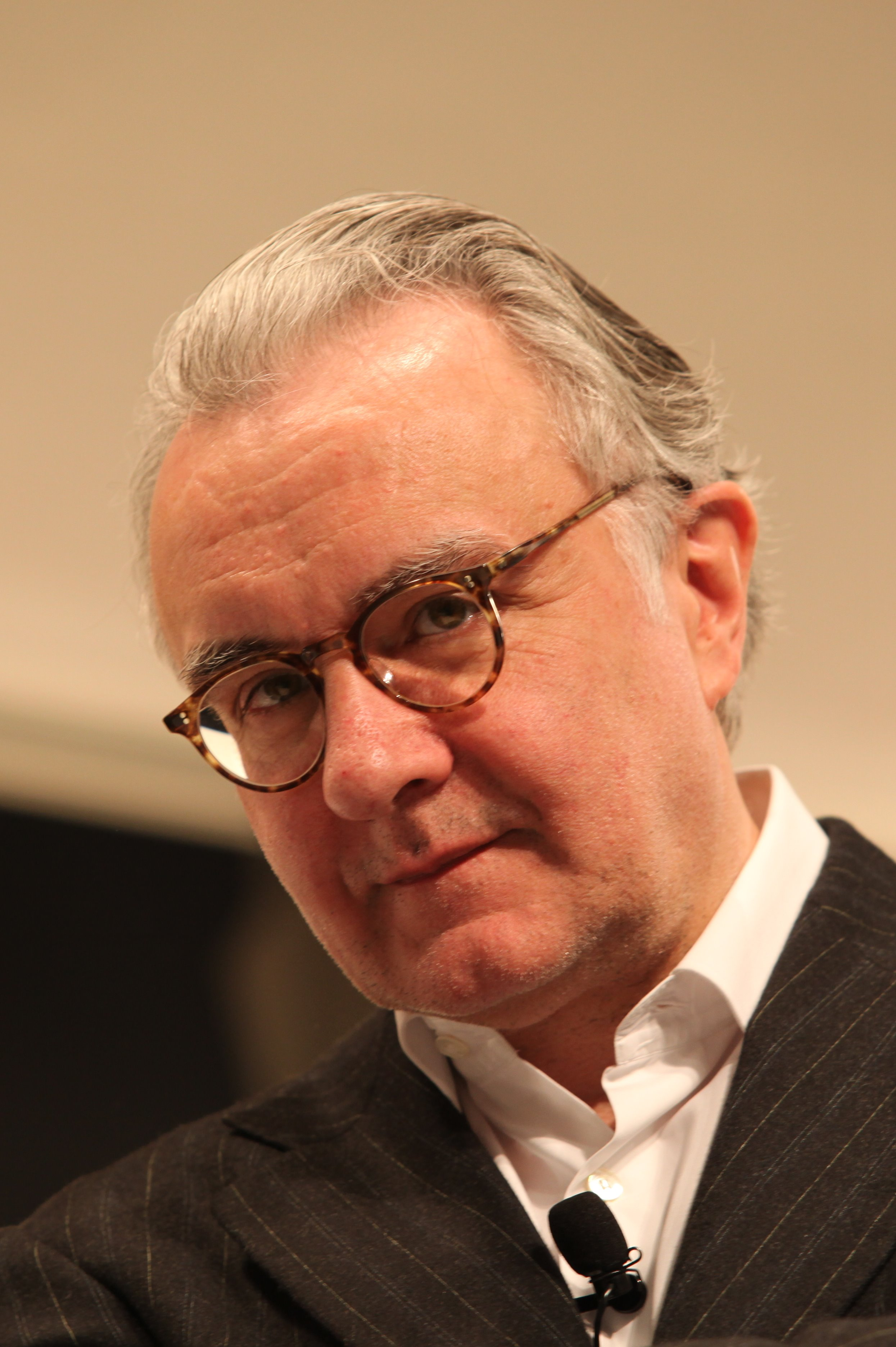
Alain Ducasse

Alain Ducasse (Orthez, 13 september 1956) is een chef-kok, Fransman van origine, die zich in 2008 liet naturaliseren tot Monegask.

## Biografie
Hij is de eerste chef-kok die in drie verschillende steden restaurants met 3 Michelinsterren heeft. Zijn meer dan twintig restaurants hebben in totaal eenentwintig Michelin sterren.  De driesterrenzaken zijn Louis XV in het Hotel de Paris in Monte Carlo (sinds 1990); het restaurant dat zijn naam draagt in het Plaza Athénée hotel aan de Avenue Montaigne te Parijs (sinds 1996 tot 2013, en sinds 2016) en zijn restaurant in het Essex Hotel in New York (van 2005 tot 2007) dat gesloten werd na een managementwissel. Toen het restaurant met zijn naam in het The Dorchester hotel in Londen in 2010 ook drie sterren kreeg, was het trio restaurants met drie sterren weer compleet.
In 2004 wijdde Bruno Sevaistre een lange documentaire aan Ducasse: Alain Ducasse au Plaza Athénée - 5 × 26 min - Arte.
In 2014 wijzigde Ducasse, na de heropening van zijn restaurant in het Plaza Athénée, het menu drastisch door vlees te mijden. In een interview gaf hij volgende als reden : We moeten ze op een meer ethische en evenwichtigere manier consumeren